# Церковь Покрова Пресвятой Богородицы (Отрадное)
Церковь Покрова Пресвятой Богородицы — приходской православный храм в селе Отрадном Новоусманского района Воронежской области. Относится к Новоусманскому благочинию Воронежской епархии Русской православной церкви.

## История
1901 год — первоначальное возведение Покровского храма (село Отрадное — ранее село Выкрестово).
Решение о строительстве храма было принято в 1893 году. В 1901 году работы закончили. Строительство храма велось по проекту воронежского архитектора С. Л. Смыслова. Храм был освящен 17 апреля 1901 года в честь праздника Покрова Пресвятой Богородицы. Из немногочисленных исторических документов известно, что храм освящал архимандрит Петр, настоятель Никольской Церкви. Сохранился памятный знак в виде плиты с указанием того, что церковь открыта во время царствования Николая II. : «Въ церковь Покрова Пресвятой Богородицы / въ 1901 года февраля 26 дня / при царствовании государя императора Николая II Александровича/ в паству епископа преосвященнейшего Анастасiя / при священнике протоiерее Филиппе Богомолове / при старателяхъ и благотворителей храма сего».
Первым священником этого храма был Нестеров Петр Нестерович. С 1903 года его сменил священник Тихон Васильевич Черницкий, служивший все последующие годы. Псаломщиком в храме был Константин Скрябин, а с 1911 года — Алексей Серков
В 1910 году при Покровском храме создали библиотеку. Через год при храме была открыта церковно-приходская школа, в которой обучалось 199 детей. В 1914 году, из-за большого числа жителей в селе, произведена реконструкция и увеличение здания храма.
В годы советской власти, 17 августа 1930 года, был сброшен колокол, и храм закрыли. В этом же году умер священник Тихон Черницкий (похоронен около храма). Все последующие годы здание храма использовалось в качестве склада минеральных удобрений и овощехранилища, было сильно разрушено.
Начало восстановления храма приходится на 1991—1996 годы. По инициативе жителей села и благословлению митрополита Воронежского и Липецкого Мефодия началось восстановление храма Покрова в селе Отрадное. Начался отсчет новой истории храма. Благодаря неоценимому энтузиазму женщин — прихожанок храма, был организован сбор пожертвований в своем селе, в селе Бабяково, на рынках города, возле храмов. Многие откликнулись на этот призыв. На собранные деньги стали завозить строительные материалы. Одновременно шла работа по очистке храма и территории вокруг. Целые семьи безвозмездно участвовали в этой тяжелой и вместе с тем благодатной работе.
В реставрации храма принимали участие местная, районная и областная администрации, а также нашлось немало благотворителей в городе Воронеже. Были проведены все виды капитального и внутреннего ремонта. Сооружены временные деревянные надстройки купольной части храма. По окончании работ, в 2001 году благочинный округа протоиерей Петр Петров с клиром благочиния освятил храм.
2003—2005 г. — восстановление первоначального внешнего вида храма — возведение кирпичной колокольни и 5-ти купольной крышной части храма (вместо временной деревянной конструкции), полная замена крыши (деревянной и металлической частей), восстановление наружной штукатурки, побелка храма. Замена внутреннего убранства храма, обновление икон храмовой части и иконостаса (иконы выполнены профессиональным художником на дереве, стилизованы под иконы, существовавшие при возведении храма 1901 г.). Проведение внутреннего косметического ремонта. Подключение газового отопления, организация водоснабжения. Строительство новых зданий трапезной, воскресной школы, мастерских и иных хозяйственных построек (забор, ворота, хозблок).
2006—2007 г. — начало формирования Отрадненского храмового комплекса (начало строительства Храма свмч. Георгия Победоносца со встроенной купелью для совершения Таинства крещения с полным погружением, а также для проведения богослужений для родителей с детьми; начало строительства детского приюта для бездомных детей).
2009—2011 г. — восстановление внутреннего вида Покровского храма, существовавшего при возведении в 1901 г. (лепнина, штукатурка, отделка), полная замена отопительной системы, окон, дверей, замена центральной части иконостаса, оснащения алтаря, благоустройство территории, завершение формирования звонницы (оснащения 10-тью колоколами).
2021 г. — восстановлена историческое фасадное оформление голубого цвета.
В настоящее время ведутся работы по росписи храма.
Покровский храм — большая кирпичная церковь в стиле классицизма, центральная часть прямоугольного в плане здания выделена пятиглавым четвериком, над западным входом поставлена шатровая колокольня. Храм однопредельный. Основание храма — «корабль». Вмещает свыше 1000 прихожан. Земельный участок 5468 м².
В храме находятся особо чтимые иконы Божией Материи — «Иверская» и «Скоропослушница». Иконы афонского письма были переданы в дар храму прихожанами.
В 2015 году Президент РФ В. В. Путин встретил в церкви Рождество.

## Современный статус
Постановлением администрации Воронежской области N 850 от 14.08.95 г. церковь Покрова Пресвятой Богородицы в с. Отрадное является объектом исторического и культурного наследия областного значения.
При церкви существует приют. Настоятель храма — протоиерей Геннадий Заридзе.

## Духовенство
- Настоятель храма — протоиерей Геннадий Заридзе
- Иерей Игорь Кривопусков
- Иерей Игорь Шацкий[3].

## Фотографии

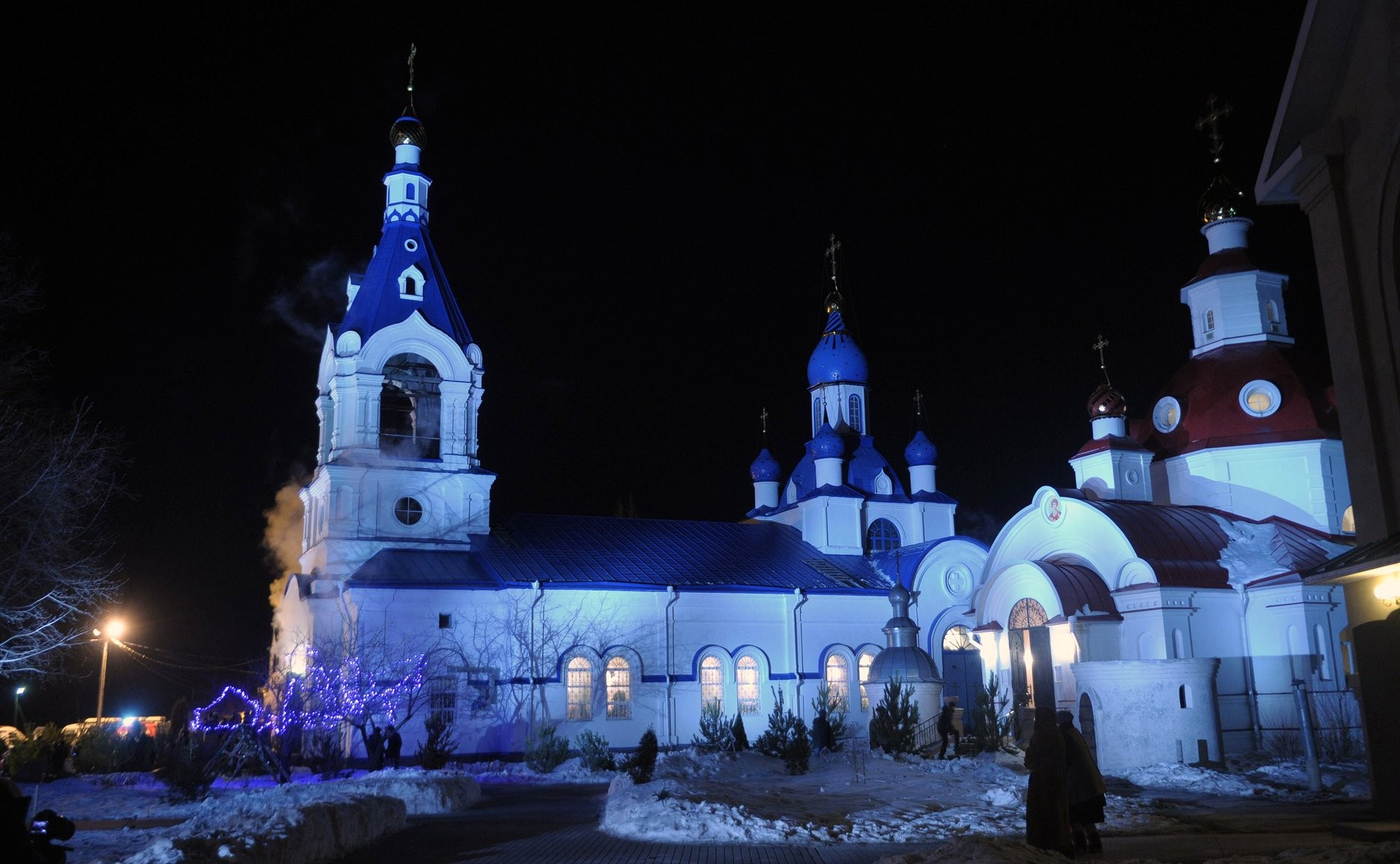
Церковь Покрова Пресвятой Богородицы
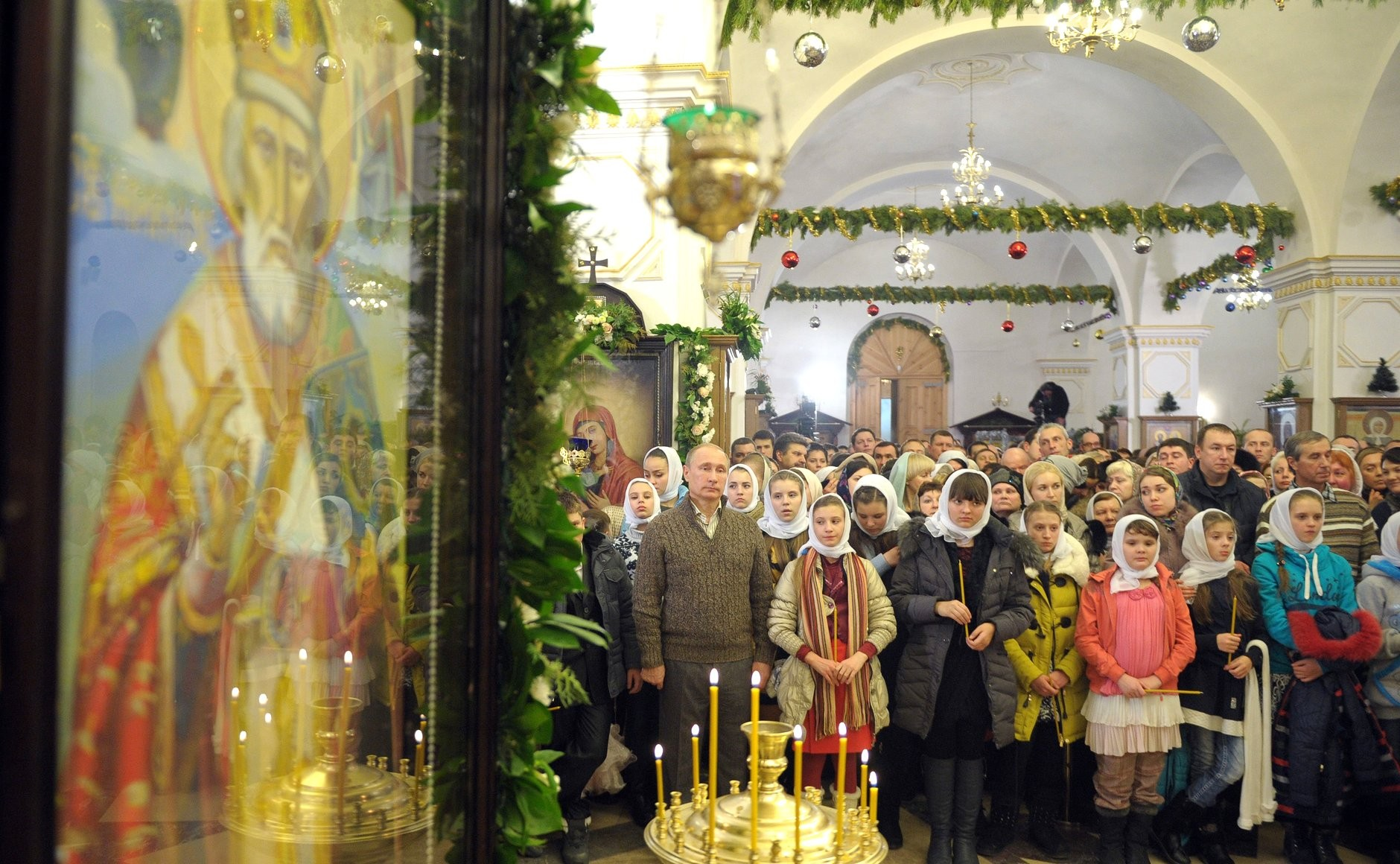
Рождественская служба 7 января 2015 года
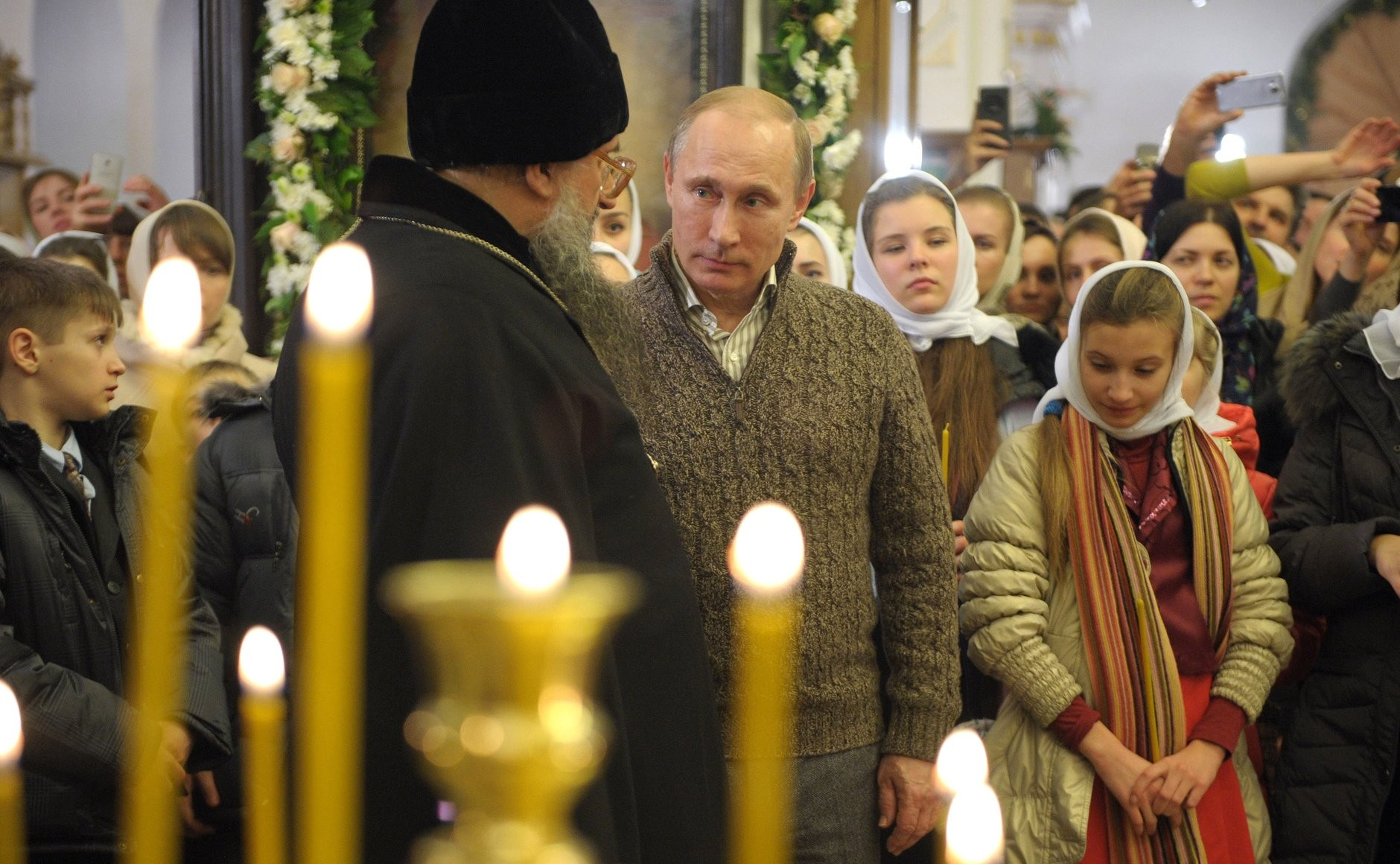
Владимир Путин с настоятелем храма
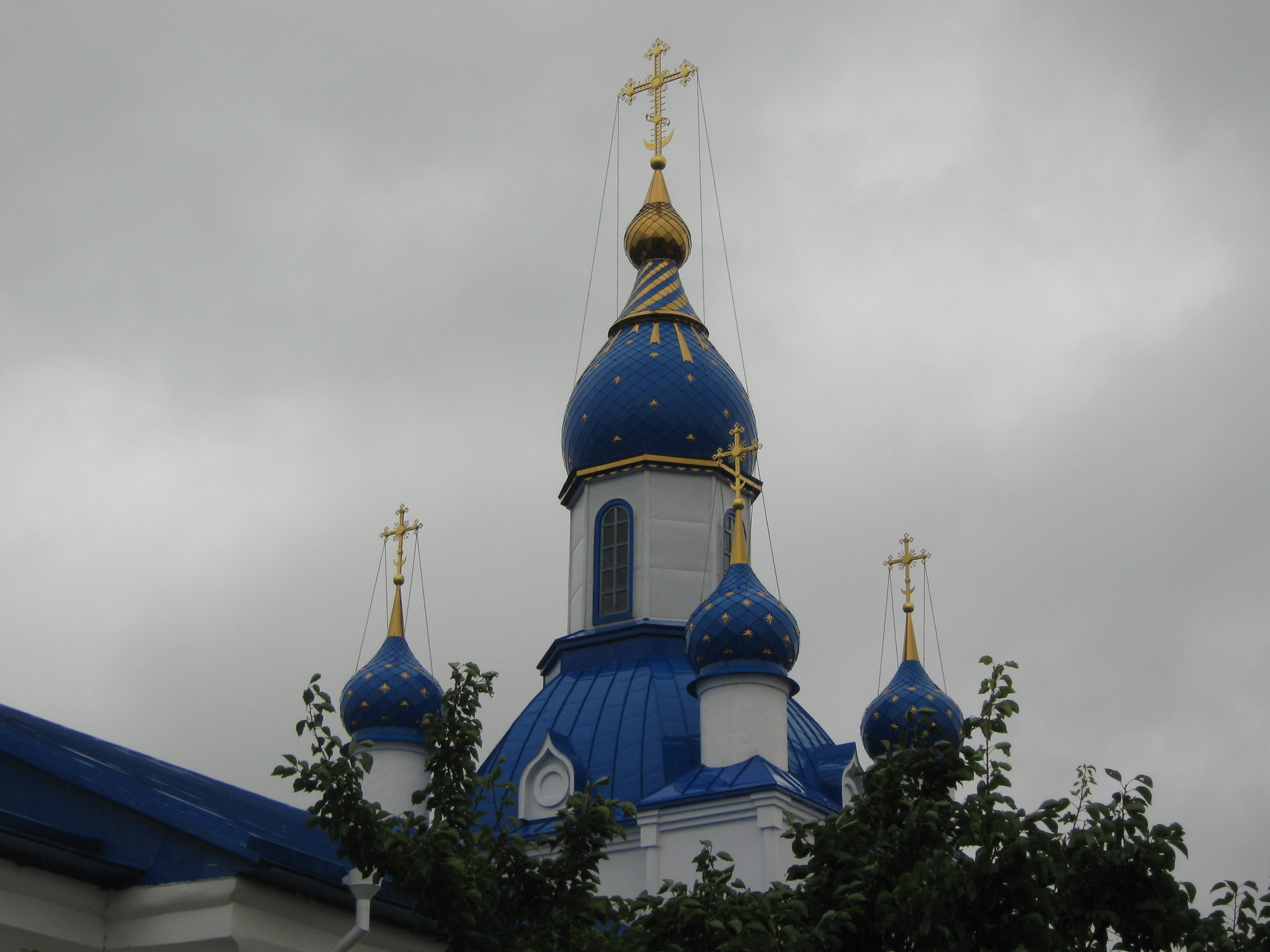
Церковь Покрова Пресвятой Богородицы